# Las Plumas
Las Plumas is een plaats in het Argentijnse bestuurlijke gebied Mártires in de provincie Chubut. De plaats telde in 2001 605 inwoners.